# Organisation socialiste libertaire (Suisse)
Pour les articles homonymes, voir Organisation socialiste libertaire et OSL.
L'Organisation socialiste libertaire (OSL) est une fédération de groupes socialiste libertaire de Suisse romande fondée en 1982 .

## L'OSL en Suisse
L'OSL regroupe la Fédération Libertaire des Montagnes (créée en 1978, qui a fait paraître le Bulletin de l’Agence de presse libertaire en 1978-1979, puis Le Réveil anarchiste de 1979 à 1983; elle publie le bulletin Le Chat Déchaîné), l'OSL-Vaud et l'OSL-Bienne.
L'OSL a édité un bulletin Rebellion (à partir de 1997) et une revue trimestrielle Confrontations  (à partir de 1988). Elle s'exprime aussi via un site web et un compte facebook.

## Idéologie
L'Organisation socialiste libertaire vise à mener un débat théorique et politique pour élaborer et mettre en pratique une stratégie libertaire dans la lutte des classes et dans l'ensemble des luttes sociales anti-capitalistes et anti-autoritaires.
L'OSL se réclame de la tradition des organisations et de l'ensemble des expériences libertaires liées aux luttes du prolétariat pour son émancipation.
L'OSL se bat pour une société autonome, c'est-à-dire une société socialiste et libertaire, autogérée, sans bureaucratie étatique ni pouvoir séparé d'aucune sorte.
L'OSL cherche à promouvoir et à appuyer toutes les pratiques, les luttes et les objectifs qui intègrent la dynamique de l'auto-organisation, de l'action directe et de l'autonomie du prolétariat et de l'ensemble des sujets sociaux porteurs de combats anti-capitalistes, anti-sexistes et anti-autoritaires.